# Teramo
Teramo [ˈtɛramo] (in der Antike Interamna Praetuttiorum) ist die Hauptstadt der gleichnamigen italienischen Provinz Teramo in der Region Abruzzen. In der Stadt wohnen 51.630 Einwohner auf einer Fläche von 151 km² (Stand 31. Dezember 2023). Sie ist Sitz des römisch-katholischen Bistums Teramo-Atri und Standort der Universität Teramo.

## Geografie

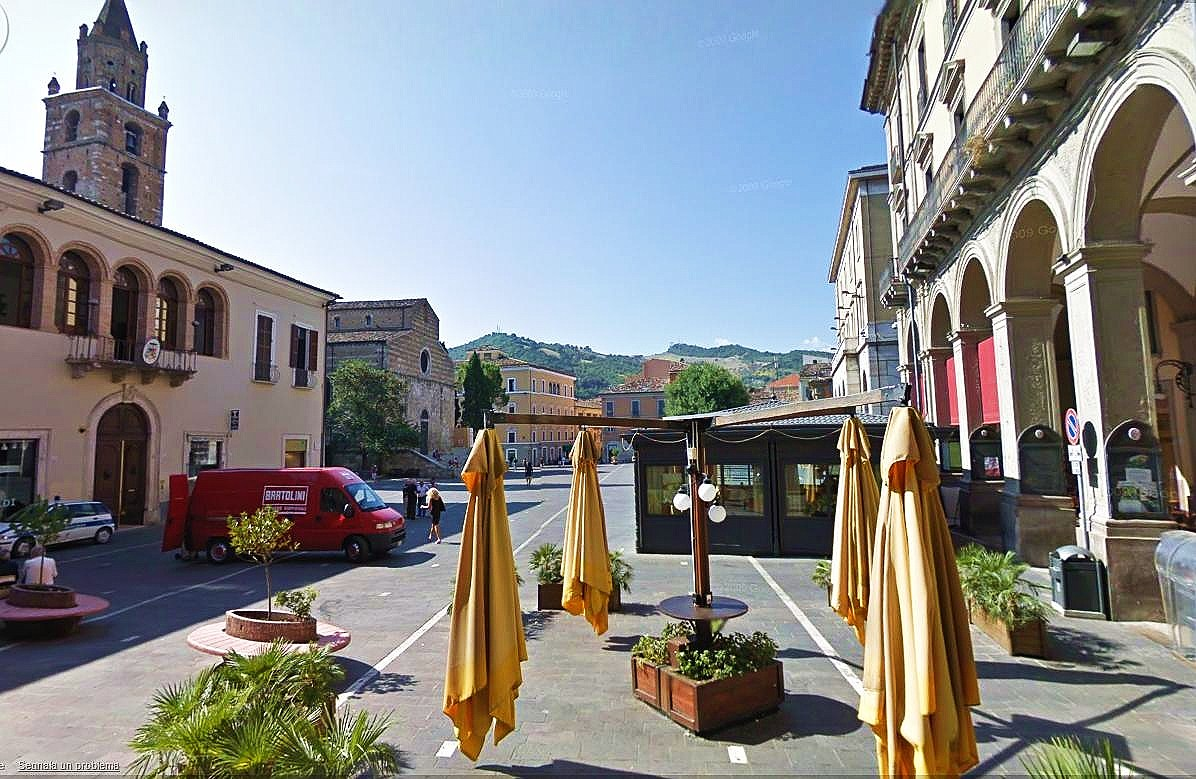
Piazza Martiri della Libertà

Teramo liegt in einer hügeligen Landschaft, nicht weit vom Gebirgsmassiv des Gran Sasso entfernt, zwischen den Flüssen Tordino und Vezzola.
Das Stadtzentrum ist die Straße Corso San Giorgio; sie verbindet die beiden Hauptplätze, Piazza Garibaldi, den Hauptverkehrspunkt, und Piazza Martiri della Libertà, die als Fußgängerzone und Vorplatz der Kathedrale häufig für verschiedene Veranstaltungen genutzt wird. Ein anderer wichtiger Platz ist die Piazza Dante, wo sich das im Jahre 1813 gegründete und dem Philosophen Melchiorre Delfico gewidmete „Liceo Classico“ (Humanistisches Gymnasium) befindet.

### Fraktionen
Bestandteile der Stadtgemeinde sind die Fraktionen
Bivio Miano, Cannelli, Caprafico, Casette, Castagneto, Castrogno, Cavuccio, Cerreto, Chiareto, Colle Caruno, Colleatterrato Alto, Colle Marino, Colleminuccio, Colle Santa Maria, Fonte del Latte, Forcella, Frondarola, Galeotti, Garrano alto, Garrano Basso, La Torre, Magnanella, Miano, Monticelli, Nepezzano, Orciano, Pantaneto, Poggio Cono, Piano D'Accio, Piano della Lenta, Ponte Vezzola, Poggio San Vittorino, Ponzano, Putignano, Rapino, Rocciano, Rupo, Sardinara, Saccoccia, San Nicolò a Tordino, San Pietro ad Lacum, Sant'Atto, Sant'Egidio, Secciola, Scapriano, Sciusciano, Sorrenti, Sparazzano, Spiano, Tofo Sant'Eleuterio, Torre Palomba, Travazzano, Valle San Giovanni, Valle Soprana, Varano, Villa Butteri, Villa Falchini, Villa Gesso, Villa Pompetti, Villa Ripa, Villa Romita, Villa Rossi, Villa Schiavoni, Villa Stanghieri, Villa Taraschi, Tofo-Sant'Eleuterio, Villa Tordinia, Villa Turri-Ferretti, Villa Viola, Villa Vomano.

## Geschichte
Die Stadt war der Hauptort des italischen Volks der Praetuttii. Im Jahr 290 v. Chr., fünf Jahre nach der Schlacht von Sentinum, wurde sie von dem römischen Konsul Manius Curius Dentatus erobert. Nach 268 v. Chr. erhielten die Praetuttii das römische Bürgerrecht und ihre Stadt den lateinischen Namen Interamna, der „zwischen zwei Flüssen“ bedeutet; denn das Stadtgebiet wird von den zwei Flüssen Vezzola und Tordino durchquert. Nach dem Bundesgenossenkrieg (91–88 v. Chr.) wurde Interamna römisches Municipium; in sullanischer Zeit wurde zudem eine Colonia eingerichtet.
Während der römischen Kaiserzeit war Teramo eine florierende Stadt, verfiel dann aber im Mittelalter und erholte sich erst teilweise nach der Vereinigung Italiens 1861 (Risorgimento).
Das psychiatrische Hospital von Teramo bestand von 1323 bis 1998.
Am 15. September 2005 erfuhr die Stadt einen historischen Moment: den Besuch des Staatspräsidenten von Italien Carlo Azeglio Ciampi. Bei dieser Gelegenheit wurde dem Banner der Provinz Teramo die Auszeichnung Medaglia d'Oro per Meriti Civili (Goldene Medaille für zivile Verdienste) verliehen, aus folgenden Gründen:
| Italienischer Original-Wortlaut | Deutsche Übersetzung |
| --- | --- |
| „Il fiero popolo della provincia teramana, dopo l'8 settembre 1943, non esitava a sollevarsi contro i nazifascisti, partecipando con una formazione di giovani partigiani, provenienti dai vari Comuni, alla prima battaglia campale della resistenza in località Bosco Martese.“ „Oggetto di feroci rappresaglie, deportazioni e barbarie, sorretto da indomito spirito patriottico e da profonda fede in un'Italia libera e democratica, sopportava la perdita di un numero elevato dei suoi figli migliori, dando luminoso esempio di eccezionale abnegazione, di incrollabile fermezza ed amor proprio.“ | „Das stolze Volk der Provinz Teramo zögerte nicht, sich nach dem 8. September 1943 gegen die Nazifaschisten aufzulehnen, indem eine Gruppe junger Partisanen aus verschiedenen Gemeinden an der ersten Feldschlacht des Widerstandes bei der Ortschaft Bosco Martese teilnahm.“ „Ziel von Vergeltungsmaßnahmen, Deportationen und barbarischen Akten, gestützt von unbeugsamem, patriotischem Geist und von tiefem Glauben an ein freies und demokratisches Italien, ertrug es den Verlust einer hohen Anzahl ihrer besten Kinder, ein leuchtendes Beispiel von hervorragender Opferbereitschaft, von unerschütterlichen Beharrlichkeit und echter Liebe.“ |

## Sehenswürdigkeiten
Dom Santa Maria Assunta

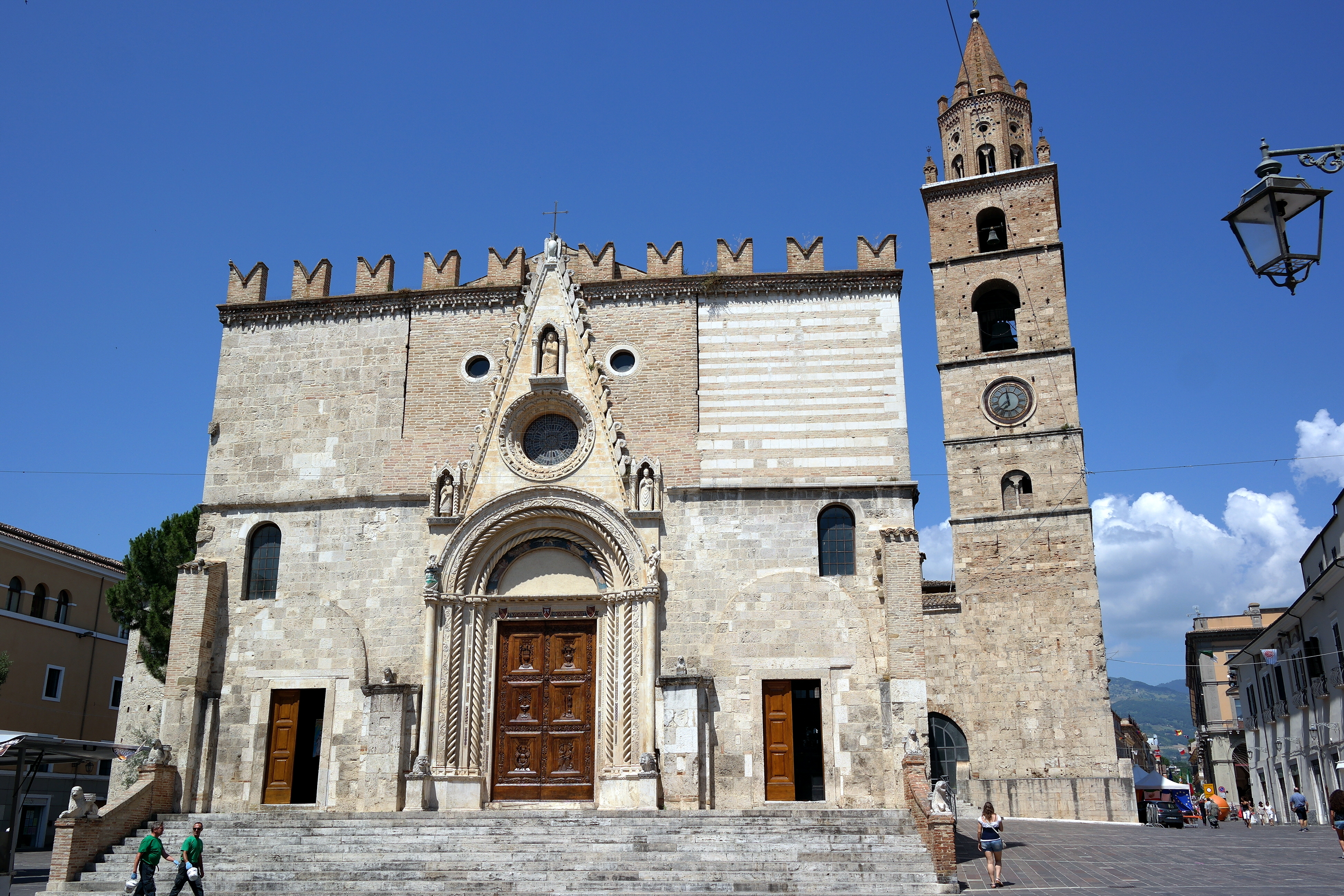
Der Dom von Teramo

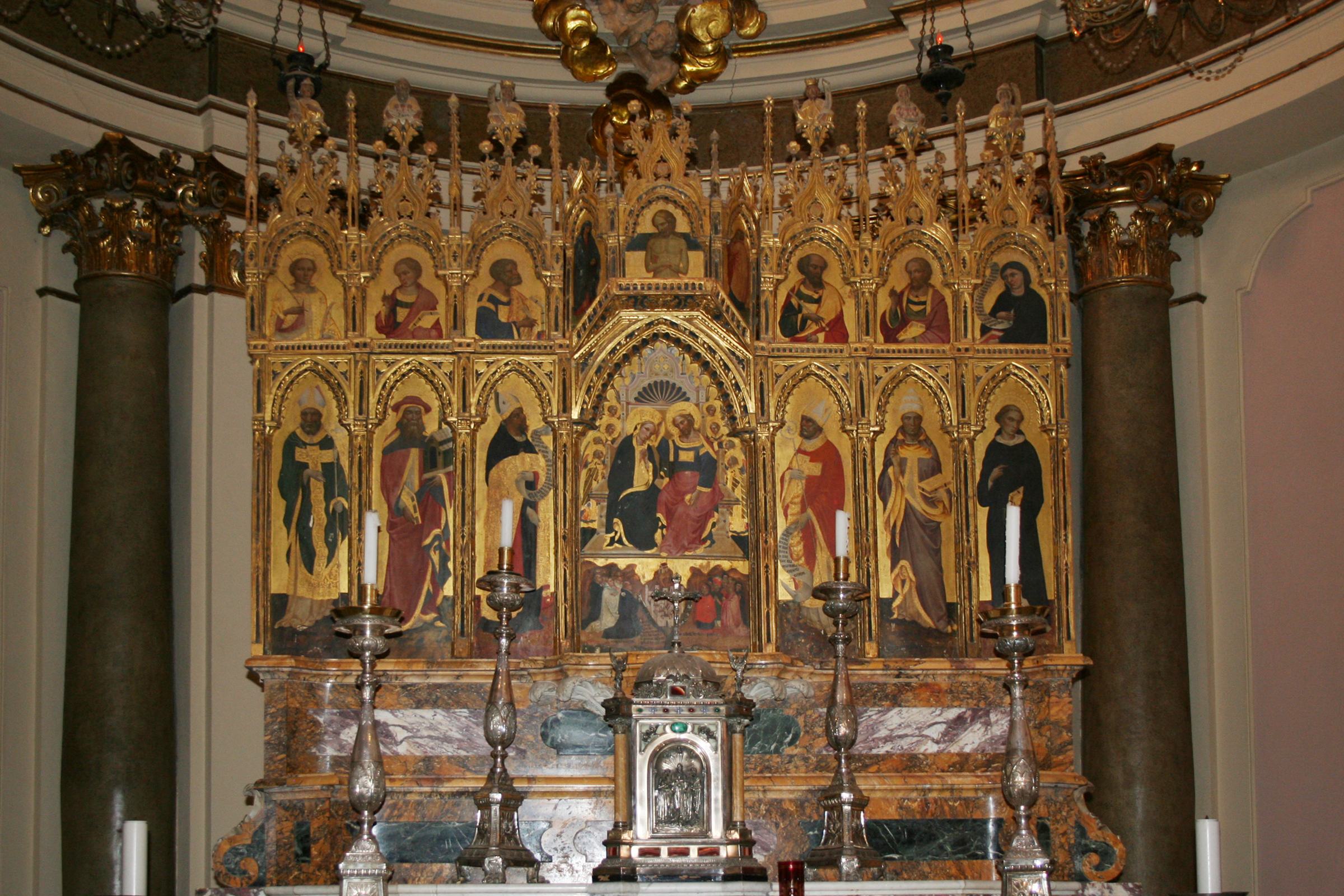
Polyptychon im Dom

Unter einem Glasboden im Dom sind Reste des ältesten Sakralbaues der Stadt zu sehen. Im 6. Jahrhundert wurde hier eine Kirche namens S. Maria Aprutiensis auf den Fundamenten eines römischen Vorgängerbaus errichtet. Dieser Bau wurde von normannischen Truppen zerstört. Danach wurde der heutige Dom gebaut.
Die Kathedrale Santa Maria Assunta wurde zwischen 1156 und 1170 vollendet. Der Campanile stammt ebenfalls aus der zweiten Hälfte des 12. Jahrhunderts. Der Bau wurde im 14. Jahrhundert erheblich erweitert. Die Fassade wurde im oberen Abschnitt völlig erneuert und erhöht, das Portal aus dem Jahr 1332 stammt von Meister Deodatus, vermutlich ein Mitglied der Kosmaten-Familie; die hölzernen Türflügel aus der Renaissance sind Kopien. In der ersten Hälfte des 18. Jahrhunderts wurde die Kirche barockisiert. Bei einer Restauration 1935 wurden einige spätere Einfügungen rückgängig gemacht.
In der Kirche befindet sich die wertvolle Altardecke von Nicola da Guardiagrele aus der Zeit um 1433–1448 und ein Polyptychon des venezianischen Künstlers Jacobello del Fiore.

## Veranstaltungen
In der Stadt findet eine Vielzahl von Veranstaltungen statt, unter denen die berühmteste die „Coppa Interamnia“ ist, ein Handballturnier, an dem Juniorenmannschaften aus verschiedenen Ländern teilnehmen. Eine weitere typische Veranstaltung ist die Maratonina Pretuziana (Marathon), die jedes Jahr am 1. Mai stattfindet.
Des Weiteren findet in Teramo wie in anderen größeren Städten die „Notte Bianca“ (Weiße Nacht) statt. Die Premiere fand am 25. September 2004 statt. Es nahmen verschiedene Artisten teil und es war ein großer Erfolg, was die Veranstalter dazu bewog, die Veranstaltung am 10. September 2005 erfolgreich zu wiederholen. 70.000 Menschen nahmen teil – mehr als in der Stadt leben.
Vom 23. September bis am 25. September 2005 fand ein Motorradtreffen statt, bei dem 1300 Harley-Davidson Motorrad-Fans aus ganz Italien teilnahmen.

## Wirtschaft
Wirtschaftlich ist die Herstellung von Sanitärkeramik und Isolationsmaterial bedeutsam.
Die Stadt ist auch für die Wurstspezialität Ventricina Teramana bekannt, eine besondere Ausprägung der Ventricina, einer Wurst aus Schweinefleisch im Naturdarm.
In der Gemeinde werden Reben der Sorte Montepulciano für den DOC-Wein Montepulciano d’Abruzzo angebaut.

## Verkehr
Teramo ist per Regionalzug von Pescara erreichbar. Züge verkehren ungefähr einmal pro Stunde, mit unregelmäßigen Verstärkerzügen. Die Fahrzeit beträgt ungefähr 1 Stunde und 12 Minuten.
Teramo ist über die Autobahn A24 mit Rom verbunden.

## Städtepartnerschaften
Teramo pflegt Städtepartnerschaften zu
- Memmingen in Deutschland, seit 1986[3]
- Berane in Montenegro
- Rishon LeZion in Israel
- 7. Bezirk von Prag in Tschechien
- Gorzów Wielkopolski in Polen
- Strovolos, Stadtteil von Nikosia auf Zypern, seit 2010

## In Teramo geboren

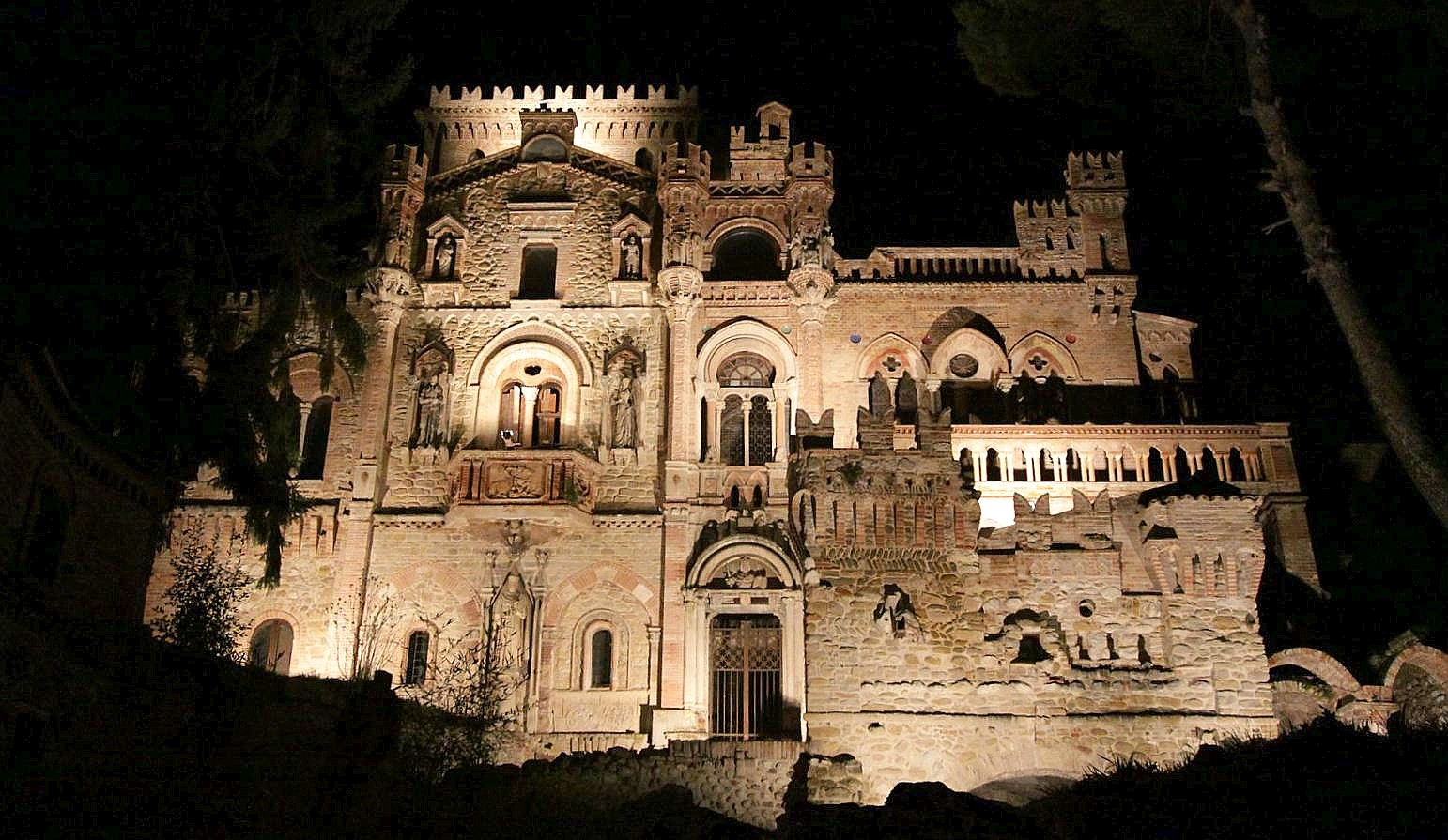
Teramo, Castello Della Monica, erbaut ab 1889

- Gennaro Della Monica (1836–1917), Maler, der sich mit dem Castello Della Monica seinen Traum verwirklichte
- Vincenzo Cerulli (1859–1927), Astronom
- Glauco Natoli (1908–1964), Dichter, Romanist, Französist und Übersetzer
- Gianni di Venanzo (1920–1966), Kameramann
- Marco Pannella (1930–2016), Politiker
- Guido Venturoni (* 1934), Offizier, Generalstabschef der italienischen Streitkräfte
- Ivan Graziani (1945–1997), Gitarrist und Rocksänger
- Gianfranco Fiore Donati (* 1946), Regisseur
- Nino Bizzarri (* 1949), Filmregisseur und Drehbuchautor
- Maurizio Angeloni (* 1959), Regisseur
- Berardo Pio (* 1966), Historiker
- Massimo Cancellieri (* 1972), Basketballtrainer
- Marco Mordente (* 1979), Basketballspieler
- Gaia Sabbatini (* 1999), Mittelstreckenläuferin